# عبدالعزیز بن عبدالرحمن آل سعود
ملک عبدالعزیز بن عبدالرحمن بن فیصل بن ترکی بن عبدالله بن محمد بن سعود بن محمد بن مقرن آل سعود (۱۸۷۶ یا ۱۸۸۰ – ۹ نوامبر ۱۹۵۳) معروف به ابن سعود، نخستین پادشاه و بنیان‌گذار پادشاهی عربستان سعودی بود.
وی از سال ۱۹۰۲ پس از کودتایی خونین، حکومت بر ریاض را به دست آورد و از ۱۹۲۲ بر کل منطقه نجد (مرکز عربستان) مسلط شد و از ۱۹۲۵ حجاز را به قلمرو خود افزود و در سال ۱۹۳۲ کشور جدیدی را با نام عربستان سعودی بنیان گذاشت. وی فرزندان بسیار زیادی داشت و تمامی پادشاهان بعدی عربستان (ملک سعود، ملک فیصل، ملک خالد، ملک فهد، ملک عبدالله و ملک سلمان) تا به اکنون فرزندان مستقیم وی بوده‌اند.
دوران سلطنت او با کشف نفت در عربستان در سال ۱۹۳۸ و بهره‌برداری گسترده از منابع نفتی این سرزمین همراه بود. نام وی به عنوان بنیان‌گذار حکومت پادشاهی عربستان سعودی بر روی فرودگاه بین‌المللی جده  (فرودگاه بین‌المللی ملک عبدالعزیز) یکی از مهم‌ترین فرودگاه‌های این کشور و قطب فعالیتی خطوط هوایی هواپیمایی سعودی نهاده شده‌است.

## زندگی
عبدالعزیز در ۱۵ ژانویه ۱۸۷۶ در ریاض به دنیا آمد. خانوادهٔ او رهبران سنتی جنبش مذهبی وهابیت بودند و بر مناطق مرکزی عربستان معروف به نجد حکومت می‌کردند. در ۱۹۰۲ میلادی درحالی‌که خاندان او به کویت تبعید شده بودند، عبدالعزیز جوان توانست با کمک گروه کوچکی از نزدیکان و خدمت‌گزاران خود ریاض را دوباره به چنگ آورد. در ۱۹۱۲ تسلط خود را بر نجد تکمیل کرده و یک ارتش آموزش‌دیده را سازمان داد. بریتانیا در جنگ جهانی اول برای برقراری دوستی با او تلاش مختصری کرد و در ۱۹۱۵ حکومت او را بر احساء (شرق عربستان) و نجد به رسمیت شناخت، اما در مجموع رقیب او شریف حسین که حجاز را تحت کنترل خود داشت، ترجیح می‌دادند.
ابن سعود در ۱۹۲۴ (فتح مکه) و ۱۹۲۵ (فتح مدینه) دشمن خود شریف حسین را شکست داد و در ۱۹۲۶ در مکه تاجگذاری کرد و خود را پادشاه حجاز و نجد نامید و در ۱۹۳۲ وقتی که بیشتر خاک شبه‌جزیره عربستان را به تصرف خود درآورده بود، نام کشور را به عربستان سعودی تغییر داد. او بسیاری از قبایل کوچ‌نشین را وادار به یک‌جانشینی کرد تا به جنگ‌های داخلی میان آنان خاتمه دهد و با جلوگیری از راهزنی و اخاذی از زائران مکه و مدینه، حکومت خود را اعتبار بخشید. در ۱۹۳۶ و ۱۹۳۹ امتیاز استخراج نفت را به شرکت‌های آمریکائی واگذار کرد و با درآمد حاصل از فروش نفت، عربستان به یکی از ثروتمندترین کشورهای دنیا تبدیل شد. البته بیشتر درآمدهای نفتی به خانواده سلطنتی اختصاص می‌یافت. عربستان در جنگ جهانی دوم بی‌طرف ماند اما به سمت متفقین گرایش داشت. در جنگ ۱۹۴۸ اعراب و اسرائیل نیز علیه اسرائیل اعلان جنگ داد. او در ۱۹۴۵ اتحادیه عرب را نیز برای تشویق اعراب به اتحاد تأسیس کرد.
ملک عبدالعزیز، ۹ نوامبر ۱۹۵۳ در ۷۷ سالگی درگذشت. پس از مرگ ملک عبدالعزیز در سال ۱۹۵۳ در کشورهای همسایه دو روز عزاداری رسمی اعلام شد و دولت مصر ۲ هفته عزای عمومی اعلام کرد. پرچم سازمان ملل در نیویورک به حالت نیمه‌افراشته درآمد. متفقین از همکاری وی در زمان جنگ بسیار راضی بودند به طوری که نماینده دائم آمریکا در سازمان ملل پس از مرگ ابن سعود از نقش افسانه‌ای وی در رنسانس خاورمیانه خبر داد و کلمنت اتلی رهبر حزب کارگر و نخست‌وزیر سابق بریتانیا او را دوست بسیار صمیمی کشورش در دوران جنگ خواند که فهمی عالی از استراتژی جنگ داشت.

## خانواده و فرزندان
شمار دقیق همسران و فرزندان عبدالعزیز نامعلوم است. گفته می‌شود که او ۱۷ تا ۲۲ بار ازدواج کرده او ۴۵ پسر داشت که از بین آن‌ها ۳۶ تن به سن بلوغ رسیدند. تنها ده نفر از این میان به شرایط پادشاه شدن دست یافتند که از این میان شش نفر به این مقام رسیدند. البته با توجه به قوانین مربوط به تعدد زوجات در اسلام هیچگاه بیش از ۴ زن در یک زمان نداشت و ازدواج‌های متعدد وی پس از طلاق همسر قبلی صورت می‌گرفت. وی همسران خود را از بین خانواده‌هایی انتخاب می‌کرد که قصد جلب حمایت آن‌ها را از حکومت خود داشت. تعداد دختران او به درستی مشخص نیست و در یکی از منابع ۲۱۵ نفر برآورد شده‌است. برخی منابع تعداد پسران او را نیز تا ۱۵۰ نفر ذکر کرده‌اند.
هر شش پادشاه پس از عبدالعزیز از فرزندان او بوده‌اند. «حصه بنت احمد سدیری» هفدهمین زن ملک عبدالعزیز و از خاندان «سدیری» بود. او مادر ملک فهد پادشاه اسبق و ملک سلمان پادشاه کنونی عربستان است. دو ولیعهد متوفای ملک عبدالله یعنی شاهزاده سلطان و شاهزاده نایف هم پسران این مادر بودند.

## فرزندان ملک عبدالعزیز

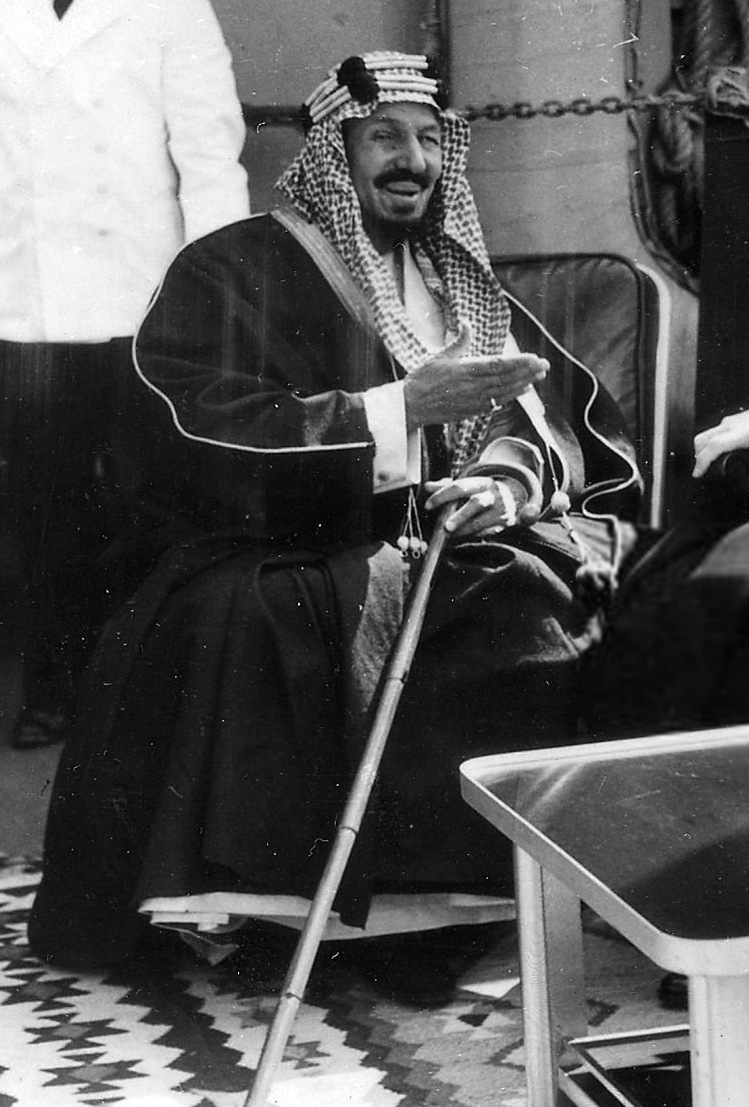

تعدادی از فرزندان ملک عبدالعزیز:

### پسران
۱– ترکی اول بن عبدالعزیز آل سعود
(۱۹۰۰ – ۱۹۱۹)
– عبدالله اول بن عبدالعزیز آل سعود
(۱۹۰۱ – ۱۹۰۳)
– خالد اول بن عبدالعزیز آل سعود
(۱۹۰۲ – ۱۹۰۹)
۲– ملک سعود بن عبدالعزیز آل سعود
(۱۹۰۲ – ۱۹۶۹)
(سلطنت: ۱۹۵۳ – ۱۹۶۴)
– عبدالسلام بن عبدالعزیز آل سعود
(۱۹۰۳ – ۱۹۰۴)
۳– ملک فیصل بن عبدالعزیز آل سعود
(۱۹۰۶ – ۱۹۷۵)
(سلطنت: ۱۹۶۴ – ۱۹۷۵)
– سعد اول بن عبدالعزیز آل سعود
(۱۹۰۶ – ۱۹۰۹)
– فهد اول بن عبدالعزیز آل سعود
(۱۹۰۷ – ۱۹۱۸)
۴– محمد بن عبدالعزیز آل سعود
(۱۹۱۰ – ۱۹۸۸)
ولیعهد ملک فیصل
(ولایت‌عهدی: ۱۹۶۴ – ۱۹۶۵)
۵– ملک خالد (دوم) بن عبدالعزیز آل سعود
(۱۹۱۳ – ۱۹۸۲)
(سلطنت: ۱۹۷۵ – ۱۹۸۲)
۶– ناصر بن عبدالعزیز آل سعود
(۱۹۱۳ – ۱۹۸۴)
۷– سعد دوم بن عبدالعزیز آل سعود
(۱۹۱۵ – ۱۹۹۳)
۸– منصور بن عبدالعزیز آل سعود
(۱۹۱۸ – ۱۹۵۱)
۹– ملک فهد (دوم) بن عبدالعزیز آل سعود
(۱۹۲۱ – ۲۰۰۵)
(سلطنت: ۱۹۸۲ – ۲۰۰۵)
۱۰– بندر بن عبد العزیز آل سعود
(۱۹۲۳ – ۲۰۱۹)
۱۱– مساعد بن عبدالعزیز آل سعود
(۱۹۲۳ – ۲۰۱۳)
۱۲– ملک عبدالله (دوم) بن عبدالعزیز آل سعود
(۱۹۲۴ – ۲۰۱۵)
(سلطنت: ۲۰۰۵ – ۲۰۱۵)
۱۳– عبدالمحسن بن عبدالعزیز آل سعود
(۱۹۲۵ – ۱۹۸۵)
۱۴– مشعل بن عبدالعزیز آل سعود
(۱۹۲۶ – ۲۰۱۷)
۱۵– سلطان بن عبدالعزیز آل سعود
(۱۹۳۱ – ۲۰۱۱)
ولیعهد نخست ملک عبدالله
(ولایت‌عهدی: ۲۰۰۵ – ۲۰۱۱)
۱۶– عبدالرحمن بن عبدالعزیز آل سعود
(۱۹۳۱ – ۲۰۱۷)
۱۷– متعب بن عبدالعزیز آل سعود
(۱۹۳۱ – ۲۰۱۹)
۱۸– طلال بن عبدالعزیز آل سعود
(۱۹۳۱ – ۲۰۱۸)
۱۹– مشاری بن عبدالعزیز آل سعود
(۱۹۳۲ – ۲۰۰۰)
۲۰– بدر اول بن عبدالعزیز آل سعود
(۱۹۳۲ – ۲۰۱۳)
۲۱– ترکی دوم بن عبدالعزیز آل سعود
(۱۹۳۲ – ۲۰۱۶)
– ماجد اول بن عبدالعزیز آل سعود
(۱۹۳۲ – ۱۹۳۴)
۲۲– نواف بن عبدالعزیز آل سعود
(۱۹۳۲ – ۲۰۱۵)
۲۳– نایف بن عبدالعزیز آل سعود
(۱۹۳۴ – ۲۰۱۲)
ولیعهد دوم ملک عبدالله
(ولایت‌عهدی: ۲۰۱۱ – ۲۰۱۲)
۲۴– فواز بن عبدالعزیز آل سعود
(۱۹۳۴ – ۲۰۰۸)
۲۵– ملک سلمان بن عبدالعزیز آل سعود
(۱۹۳۵ – در قید حیات)
(سلطنت: ۲۰۱۵ – تاکنون)
۲۶– ماجد دوم بن عبدالعزیز آل سعود
(۱۹۳۸ – ۲۰۰۳)
۲۷– ثامر بن عبدالعزیز آل سعود
(۱۹۳۸ – ۱۹۵۸)
۲۸– ممدوح بن عبدالعزیز آل سعود
(۱۹۳۹ – در قید حیات)
۲۹– عبدالإله بن عبدالعزیز آل سعود
(۱۹۳۹ – در قید حیات)
۳۰–سطام بن عبدالعزیز آل سعود
(۱۹۴۱ – ۲۰۱۳)
۳۱– احمد بن عبدالعزیز آل سعود
(۱۹۴۲ – در قید حیات)
۳۲– هذلول بن عبدالعزیز آل سعود
(۱۹۴۲ – ۲۰۱۲)
۳۳– عبدالمجید بن عبدالعزیز آل سعود
(۱۹۴۲ – ۲۰۰۷)
۳۴– مشهور بن عبدالعزیز آل سعود
(۱۹۴۲ – در قید حیات)
۳۵– مقرن بن عبدالعزیز آل سعود
(۱۹۴۵ – در قید حیات)
ولیعهد نخست ملک سلمان
(ولایت‌عهدی: ۲۰۱۵ – ۲۰۱۵)
۳۶– حمود بن عبدالعزیز آل سعود
(۱۹۴۷ – ۱۹۹۴)
– بدر دوم بن عبدالعزیز آل سعود
– جلوی دوم بن عبدالعزیز آل سعود
(۱۹۵۲ – ۱۹۵۲)

### دختران
۱– نوره اول بنت عبدالعزیز آل سعود
۲– منیره بنت عبدالعزیز آل سعود
۳– ساره بنت عبدالعزیز آل سعود
۴– شیخه بنت عبدالعزیز آل سعود
۵– العنود بنت عبدالعزیز آل سعود
۶– الجوهره اول بنت عبدالعزیز آل سعود
۷– دُلَیِّل بنت عبدالعزیز آل سعود
۸– موضی بنت عبدالعزیز آل سعود
۹– حصه بنت عبدالعزیز آل سعود
۱۰– البندری بنت عبدالعزیز آل سعود
۱۱– قماش بنت عبدالعزیز آل سعود
۱۲– صیته بنت عبدالعزیز آل سعود
۱۳– نوف بنت عبدالعزیز آل سعود
۱۴– هیا بنت عبدالعزیز آل سعود
۱۵– سلطانه بنت عبدالعزیز آل سعود
۱۶– نوره دوم بنت عبدالعزیز آل سعود
۱۷– مشاعل بنت عبدالعزیز آل سعود
۱۸– مضاوی بنت عبدالعزیز آل سعود
۱۹– جوزاء بنت عبدالعزیز آل سعود
۲۰– فلوه بنت عبدالعزیز آل سعود
۲۱– شعیع بنت عبدالعزیز آل سعود
۲۲– لولوه بنت عبدالعزیز آل سعود
۲۳– لطیفه بنت عبدالعزیز آل سعود
۲۴– جواهر بنت عبدالعزیز آل سعود
۲۵– الجوهره دوم بنت عبدالعزیز آل سعود
۲۶– عبطا بنت عبدالعزیز آل سعود
۲۷– طرفه بنت عبدالعزیز آل سعود

## تخریب بقیع
بقیع از دیرباز مکان دفن شخصیت‌های برجسته اسلام بوده‌است که در چند قدمی مسجد النبی در شهر مدینه قرار دارد. ابن سعود تحت تأثیر عقاید وهابیت و سلفی‌گری که زیارت اهل قبور و ساختن قبه و ضریح و زیارتگاه بر روی قبور بزرگان را شرک و بت‌پرستی قلمداد می‌کند، به فتوای جمعی از علمای وهابی دستور تخریب بارگاه و قبور بقیع را در (۸ شوال ۱۳۴۴ ق / ۳۱ فروردین ۱۳۰۵ خ / ۲۰ آوریل ۱۹۲۶ م) صادر نمود.
از جمله کسانی که در قبرستان بقیع دفن گردیده‌اند عبارتند از:
- حسن مجتبی (امام دوم شیعیان)
- زین‌العابدین (امام چهارم شیعیان)
- محمد باقر (امام پنجم شیعیان)
- جعفر صادق (امام ششم شیعیان)
- عثمان بن مظعون (برادر زن عمر بن خطاب)
- عثمان بن عفان
- فاطمه بنت اسد (مادر علی بن ابی‌طالب)
- ام‌البنین (همسر علی بن ابی‌طالب)
- عباس بن عبدالمطلب (عموی محمد)
- عقیل بن ابی‌طالب (برادر علی بن ابی‌طالب)
- عبدالله بن جعفر بن ابی‌طالب (برادرزاده علی بن ابی‌طالب)
- همسران محمد به جز خدیجه و میمونه بنت حارث:

1. سوده بنت زمعه
2. عایشه بنت ابوبکر
3. حفصه بنت عمر بن خطاب
4. ام‌سلمه بنت ابی‌امیه
5. ام‌حبیبه بنت ابوسفیان (خواهر معاویه)
6. زینب بنت جحش
7. زینب بنت خزیمه
8. جویریه بنت حارث
9. صفیه دختر حیی بن اخطب
10. دختران محمد به جز فاطمه زهرا:

1. زینب بنت محمد
2. ام‌کلثوم بنت محمد
3. رقیه بنت محمد
4. نافع مدنی (از تابعین)
5. ابوسعید خدری (از تابعین)
6. مالک بن انس (امام اهل سنت مالکیه)